# Patinaje en los Juegos Panamericanos

Patinaje

La prueba de Patinaje fue admitida en los Juegos Panamericanos desde la octava edición que se celebró en San Juan (Puerto Rico) en 1979.

## Eventos
Los siguientes eventos son los realizados en la prueba de Patinaje, según la sede son los eventos realizados.

### Patinaje artístico
| - Figuras - Rutina libre | - Figuras - Rutina libre | - Pareja - Baile |

### Patinaje de velocidad
| - 200 metros contrarreloj - 300 metros - 500 metros - 1 500 metros - 10 000 metros - 10 000 metros de eliminación por puntos - 10 000 metros relevos - 20 000 metros - Maratón - Puntos combinados | - 200 metros contrarreloj - 300 metros - 500 metros - 1 500 metros - 5 000 metros - 5 000 metros relevos - 10 000 metros de eliminación por puntos - 10 000 metros relevos - Medio Maratón - Puntos combinados |

## Medallero Histórico
Actualizado Lima 2019
| Núm. | País           | Oro | Plata | Bronce | Total |
| ---- | -------------- | --- | ----- | ------ | ----- |
| 1    | Estados Unidos | 67  | 50    | 32     | 149   |
| 2    | Argentina      | 35  | 32    | 38     | 105   |
| 3    | Colombia       | 22  | 24    | 20     | 66    |
| 4    | Brasil         | 5   | 1     | 7      | 13    |
| 5    | Chile          | 4   | 10    | 9      | 23    |
| 6    | Canadá         | 1   | 5     | 9      | 15    |
| 7    | Ecuador        | 1   | 2     | 5      | 8     |
| 8    | México         | 1   | 1     | 5      | 7     |
| 9    | Venezuela      | 0   | 4     | 1      | 5     |
| 10   | Uruguay        | 0   | 1     | 2      | 3     |
| 11   | Guatemala      | 0   | 1     | 1      | 2     |
| 12   | Costa Rica     | 0   | 0     | 3      | 3     |
| 13   | Cuba           | 0   | 0     | 2      | 2     |
| 14   | Puerto Rico    | 0   | 0     | 1      | 1     |

- Datos: Q54850434